# Дунайська Січ
«Дунайська Січ» — рок-фестиваль в Ізмаїлі. Відбувається з 2014 року. Проходить під гаслом «Сколихни початок літа».

## Концепція
Стратегія розвитку фестивалю вибудовується як низка культурно-просвітницьких ініціатив, які реалізовуються протягом року по всій Україні й завершуються великим фестивалем в Ізмаїлі.
Колективи — учасники фестивалю виконують пісні українською мовою. Іноземні колективи — щонайменше одну музичну композицію.
Особлива увага до пісень про Дунай, на березі якого проводиться фестиваль. Учасники виконують пісні про Дунай, або авторську кавер-версію української народної пісні «Ой у гаю при Дунаю».

## Історія
Поштовхом до заснування фестивалю у 2014 році стала анексія Криму та східних регіонів України. Перебування Одеської області в зоні ризику із великими шансами створення Бессарабської Народної Республіки (БНР).
Фестиваль розпочав своє існування на волонтерських засадах силами Громадської спілки «Творче патріотичне об'єднання «Музичний Батальйон» з маленької сцени для одноденного концерту п'яти гуртів.
«Дунайська Січ» 2014
Перший фестиваль пройшов в невеличкій залі Палацу культури ім. Тараса Шевченка в місті Ізмаїл. Кількість учасников становила п’ять музичних гуртів.
«Дунайська Січ» 2015
«Дунайська Січ» 2016
«Дунайська Січ» 2017
Презентація та пре-паті IV Міжнародного рок-фестивалю «Дунайська Січ» відбулася у Києві за участю зірок українського року та хедлайнерів фестивалю.
З 2017 року фестивалю виходить на міжнародний рівень. На головній сцені фестивалю виступили 15 українських рок-гуртів, крім того виконавці з Литви і Білорусі. Серед учасників фестивалю — гурти «Карна», «Тінь Сонця», «Гайдамаки», «TaRuta», «Очеретяний кіт», «Врода». Родзинка фестивалю — виступ харківського співака та волонтера Бориса Севастьянова під акомпанемент рок-гурту «П@П@ Карло».
Фестиваль вперше було проведено у триденному форматі. Третій день «Дунайської Січі» було присвячено концертам у військових гарнізонах ЗСУ та українських прикордонників у Болграді, Рені, Ізмаїлі та Кілії.
«Дунайська Січ» 2018
Учасники фестивалю — 16 українських гуртів, крім того виконавці з Естонії.

## «Дунайська Січ» 2019
Шостий фестиваль пройшов під гаслом енергонезалежності. Події фестивалю відбувалися на двох сценах. Головна сцена розсташувалася перед Пам'ятником морякам Дунайської військової флотилії, на території парку Дружби народів, де закінчується проспект Суворова. Ведучим головного майданчика виступив Віталій Кириченко («Нумер 482»). Також працювала лаунж-сцена на набережній.
Пре-паті
Пре-паті VI Міжнародного енергонезалежного рок-фестивалю «Дунайська Січ» пройшло 24 червня у Києві на Андріївському узвозі (сквер ім. Василя Сліпака). Фестиваль суттєво оновився. Знайомство з оновленим складом команди (президент фестивалю Віктор Куртєв, генеральний продюсер Олександр Ягольник) та партнерами фестивалю (громадська організація «Центр розвитку Бессарабії») за підтримкою Одеської ОДА, Міністерства молоді та спорту та Ізмаїльської міської ради.
Під час пре-паті відбулася презентація гімну фестивалю (гурт «TaRuta» та Олександр Ягольник).
Перший день
Сцена фестивалю виконана у вигляді корабельних вітрил.
День Sympho Rock — спільні виступи повного складу НАОНІ з рок-гуртами «Тінь Сонця», «TaRuta» і «Друже Музико». Оркеструвальники оркестру обрали для себе по одному гурту. Якщо у гурта «Тінь Сонця» вже були готові партитури, й їх треба було лише переробити для інструментів. оркестру, то аранжування гурту «TaRuta» було зроблено з відео.
Фоторепортаж з першого дня фестивалю (фото Лідія Тропман та Остап Заторський).
Другий день
На основній сцені другого дня фестивалю виступили учасники з Болгарії — «Єпізод», з Білорусі — фольк-метал гурт «Znich» та український колектив «Toloka».
Хедлайнер — гурт «The Hardkiss» із Юлією Саніною. Виступ було зорганізовано максимально дистанційовано із глядачами та засобами масової інформації — жодної прес-конференції, зачищений навколосценічний простір перед виходом виконавців та видаленням відеозапису виступу, яке було зроблено для телеверсії фестивалю.
Фото та відео репортажі з першого та другого днів фестивалю.
Події фестивалю
На «Дунайській Січі 2019» виступило 20 рок-гуртів і один оркестр. Своє 55-річчя відсвяткував композитор, аранжувальник, продюсер Сергій Доценко («Доцик»). Проведені зоряні прес-клуби з Олександром Ягольником у приміщенні Ізмаїльської картинної галереї, де розсташувався прес-центр фестивалю. Відбулися дві прем’єри пісень про Ізмаїл — «Ізмаїл» (сл. Олександра Ягольника, музика «TaRuta»). Київський гурт «MORE NEBA» під час фестивалю представив свого нового фронтмена. Гурт «Fata Morgana UA» спеціально для фестивалю написав пісню «Дівчина з Наґасакі» із присвятою морякам із Ізмаїлу. Містом пройшла фестивальна хода зі 100-метровим прапором України, відбулася виставка «Вишиванка — одяг вільних» Лесі Воронюк, персональна виставка народної художниці Лесі Тищенко «Журавлина Україна», майстер-класи з народних танців, фестивальний велопробіг центральними вулицями Ізмаїла, ярмарок майстрів, виставка сучасної зброї від Ізмаїльського прикордонного загону, зустріч із творцями української історичної фентезі-стрічки «Чорний козак» (реж. Владислав Чабанюк), квести для дітей-учасників Всеукраїнського вишколу «Джура-прикордонник», презентація проекту «АРТерія» Дмитра Лазуткіна та Бориса Севастьянова.
Гімн «Ізмаїл» на фестивалі пролунав двічі. Перше виконання — київський гурт «TaRuta» (Євген «Їжак» Романенко), на завершення другого дня пісню виконала молода ізмаїльська співачка Олеся Кічук, студентка першого курсу Київської муніципальної академії музики ім. Р. Глієра.
Енергонезалежність
З 2019 року фестивал починає говорити про енергонезлежність. Від автономних заряядних станцій, які працювали на площі перед головною сценою на шостому фестивалі, до планів по забезпеченню всього фестивалю живленням за рахунох відновлюваної енергетики. Гості та ЗМІ фестивалю відвідали електростанцію «Порт-Солар» — сонячну електростанцію, проектувальником та генпідрядником якої є ГК «Метрополія».

## Учасники фестивалю
За час існування на фестивалі виступили наступні гурти (за абеткою):
- «Fata Morgana UA» (2017, 2018, 2019)
- «Gironimo» (2015, 2016, 2017, 2018)
- «Mnishek» (2018)
- «MORE NEBA» (2019)
- «OLEUM» (2016, 2018, 2019)
- «Skyle» (Вільнюс) (2017)
- «StereoЛом» (2018)
- «Svjata Vatra» (2018)
- «TaRuta» (2016, 2017, 2018, 2019)
- «Toloka» (2019)
- «The Hardkiss» (Юлія Саніна) (2019)
- «The Superbullz» (2018)
- «Vuraj» (Мінськ) (2017)
- «W.H.I.T.E.» (2016)
- «Yagich» (2017, 2018)
- «Znich» (Білорусь) (2019)
- «АРТерія» (2019)
- «Брати Станіслава» (2017)
- «Врода» (2017)
- «Гагаріна і Со» (2017)
- «Гайдамаки» (2014, 2015, 2016, 2017, 2018)
- «Гітарина і Со» (2016)
- «Друже Музико» (2015, 2016, 2017, 2018, 2019)
- «Єпізод» (Болгарія) (2019)
- «Знайдені речі» (2015, 2016, 2018)
- «Карна» (2017)
- «Кути Косиця» (2014)
- НАОНІ (Національний академічний оркестр народних інструментів України) (2019)
- «Очеретяний кіт» (2014, 2015, 2016, 2017, 2018)
- «П@П@ Карло» та Борис Севастьянов (2017)
- «Сармати» (2018, 2019)
- «Солодке щастя» (Сергій Доценко) (2019)
- «Соняшна машина» (2016)
- «СПЕКА» (2019)
- «Телері» (2016, 2018)
- «Тінь Сонця» (2014, 2015, 2016, 2017, 2018, 2019)
- «Тобі» (2018)
- «Фіолет» (2017)
- «Чумацький шлях» (2018)
- «Яри» (2019)
- Файфура Сергій (2014, 2015, 2016, 2017, 2018)